# شین جه هی
شین جه هی (کره‌ای: 신재휘؛ زادهٔ ۱۷ فوریه ۱۹۹۴) بازیگر اهل کره جنوبی است. او به خاطر ایفای نقش در آثاری همچون کلاس دروغ‌ها، کارآگاه خوب، زیبایی حقیقی و ما همه مرده‌ایم شناخته می‌شود.

## فیلم‌شناسی

### فیلم
| سال  | عنوان            | عنوان         | نقش         | منابع |
| سال  | فارسی            | کره‌ای         | نقش         | منابع |
| ---- | ---------------- | ------------- | ----------- | ----- |
| ۲۰۲۰ | بیشتر از خانواده | 애비규환      | جانگ هو هون | [ ۶ ] |
| ۲۰۲۰ | پایان خوشمزه     | 맛있는 엔딩   | سانگ هیوک   | [ ۷ ] |
| ۲۰۲۱ | پایان خوشمزه ۲   | 맛있는 영화 2 | سانگ هیوک   | [ ۸ ] |

### مجموعه تلویزیونی
| سال  | عنوان                       | نقش           | منابع  |
| ---- | --------------------------- | ------------- | ------ |
| ۲۰۱۷ | ۳ ای‌ام فصل دو               | شی هیوک       | [ ۹ ]  |
| ۲۰۱۹ | کلاس دروغ‌ها                 | سون جون جه    | [ ۱۰ ] |
| ۲۰۲۰ | اکس‌اکس                      | سو ته هیون    | [ ۱۱ ] |
| ۲۰۲۰ | کسی نمی‌داند                 | اوه دو سوک    | [ ۱۲ ] |
| ۲۰۲۰ | کارآگاه خوب                 | پارک هونگ دو  | [ ۱۳ ] |
| ۲۰۲۰ | بیدار                       | لی ته سو      | [ ۱۴ ] |
| ۲۰۲۰ | زیبایی حقیقی                | لی سونگ یونگ  | [ ۱۵ ] |
| ۲۰۲۰ | نیم پنجاه                   | آل کی         | [ ۱۶ ] |
| ۲۰۲۲ | ما همه مرده‌ایم              | پارک چانگ هون | [ ۱۷ ] |
| ۲۰۲۲ | عدالت برای نوجوانان         | سو بوم        | [ ۱۸ ] |
| ۲۰۲۲ | پیوند: بخور، عشق بورز و بکش | لی جین گون    | [ ۱۹ ] |
| ۲۰۲۲ | محرک                        | بانگ کی سو    | [ ۱۹ ] |
| ۲۰۲۳ | بگو که دوستم داری           | جونگ مو دام   | [ ۲۰ ] |

### موزیک ویدئو
| سال  | عنوان             | آرتیست       | مدت  | منابع  |
| ---- | ----------------- | ------------ | ---- | ------ |
| ۲۰۲۰ | «آن را دوست دارم» | جو یون هو    | ۴:۱۰ | [ ۲۱ ] |
| ۲۰۲۲ | «زیبایی یا نه»    | کیم یونگ جون | ۳:۰۰ | [ ۲۲ ] |

## تئاتر
| سال  | عنوان                     | عنوان کره‌ای        | نقش          | منابع  |
| ---- | ------------------------- | ------------------ | ------------ | ------ |
| ۲۰۱۶ | تیم بسکتبال کوچک افسانه‌ای | 전설의 리틀 농구단 | جی هون       | [ ۲۳ ] |
| ۲۰۱۸ | ماسک آهنی                 | 아이언 마스크      | عضو ماسک دار | [ ۲۴ ] |